# 荆豆叶螨

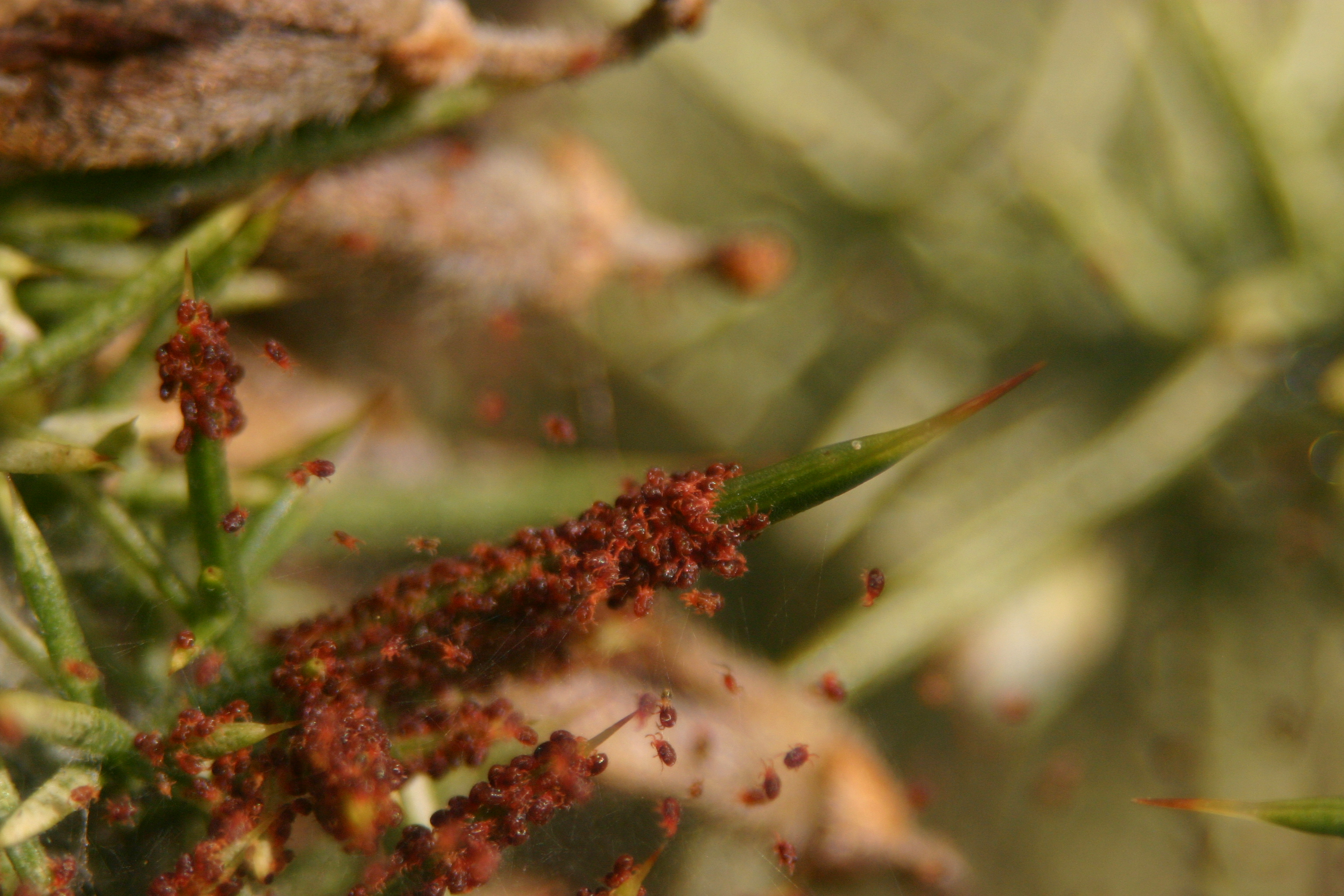
在一株荊豆上以其保護絲包裹的荆豆葉蟎。

荆豆叶螨为葉蟎科葉蟎屬下的一个种。本物種专一取食荊豆，可用于荆豆的生物治理；其织网用的丝或可用作医用材料。
本物種體長約0.5毫米，顏色鮮紅色。群居於用吐出來的絲環繞樹枝尖端，以提供有遮蔽的地方。受感染的植物很容易可以找到這些被絲包圍的枝葉，有時還會愈長愈大。一般來說，本物種在其三到四週的成蟲生涯中每天都會下一到四顆卵，一年内能繁殖10到20代，從十數隻到數十隻的群體。初成長的幼蟲由於體型極微細，可以隨風擴散；餘下的會繼續繁殖。
本物種原生於歐洲，在當地一般被視為害蟲；不過本物種不會襲擊其他植物，即使有破壞，也只是在進食時刺穿植物的組織。不過被本物種嚴重侵佔的植物，往往會減少開花的機會，也令其枝葉生長受到限制。
本物種現時在整個澳大利亞，包括塔斯曼尼亞也造成傷害。然而在1990年代，本物種被引進到美國西北部及夏威夷，以控制當地的荆豆。本物種其實也有其天敵，包括另一種蟎Phytoseiulus persimilis及瓢蟲科的Stethorus punctillium，皆可使其數量大幅減少。